# Стечанка
Стеча́нка — колишнє село в Україні Іванківського району Київської області, що знято з обліку в зв'язку з відселенням мешканців внаслідок аварії на ЧАЕС.

## Історія та географія
Селом протікає річка Мар'янівка, ліва притока Іллі.
Родове гніздо шляхтичів Стецьких. Як населений пункт село відоме з початку XVII століття. Відомо, що в 1763 році Ян Казимир Стецький збудував тут унійну дерев'яну церкву. Село розташоване на відстані 25 км від міста Чорнобиль. Відомо, що село було древнім адміністративним, культурним і релігійним центром цього регіону — так, у селі 1864 року існувало дві дерев'яні церкви, стара, дуже занепала, збудована, згідно з написом на іконостасі, 1634 року та нова, 1855 року побудови.
У селі Стечанка жили не тільки православні, але й католики — так, 1886 року у селі мешкало 556 православних, 53 католика та 50 євреїв. Чисельність населення села в середині з XX століття становила близько 1200 осіб. Є дані про те, що школа в селі існувала досить давно.
Населення станом на 1971 рік становило 1246 осіб. На межі 1970-80-х рр. у селі проживало близько 1100 мешканців.
Село підпорядковувалося Чорнобильському району та було центром сільської ради, сільській раді було підпорядковано село Роз'їждже.
Напередодні аварії на ЧАЕС у селі мешкало 905 мешканців, було 353 дворів. Мешканці села після аварії на ЧАЕС були відселені внаслідок сильного радіоактивного забруднення.
Після аварії на ЧАЕС населення села Стечанка було переселено в село Пасківщина Згурівського району Київської області. Офіційно зняте з обліку 1999 року за відсутністю жителів.
Після Чорнобильської катастрофи село увійшло до 30-кілометрової зони відчуження.
Частина села згоріла під час лісових пожеж у 1992 році.
З кінця лютого до 1 квітня 2022 року село було окуповане російськими військами.

## Персоналії
- Онищенко Володимир Іванович (* 1949) — радянський футболіст, заслужений майстер спорту, пізніше радянський та український тренер.